# Laura Flessel-Colovic
Laura Élodie Flessel-Colovic (nacida como Laura Élodie Flessel, Pointe-à-Pitre, Guadalupe, 6 de noviembre de 1971) es una deportista francesa que compitió en esgrima, especialista en la modalidad de espada.
Participó en cinco Juegos Olímpicos de Verano, entre los años 1996 y 2012, obteniendo en total cinco medallas, dos oros en Atlanta 1996, en las pruebas individual y por equipos (junto con Valérie Barlois y Sophie Moressée-Pichot), bronce en Sídney 2000 (individual) y plata y bronce en Atenas 2004, en las pruebas individual y por equipos (con Hajnalka Kiraly-Picot, Maureen Nisima y Sarah Daninthe), respectivamente.
Ganó trece medallas en el Campeonato Mundial de Esgrima entre los años 1995 y 2008, y seis medallas en el Campeonato Europeo de Esgrima entre los años 2007 y 2011.
Después de retirarse en 2012 de la competición, ha estado involucrada en la política. En mayo de 2017 fue designada ministra de Deportes bajo la presidencia de Emmanuel Macron.

## Palmarés internacional
| Juegos Olímpicos   | Juegos Olímpicos            | Juegos Olímpicos  | Juegos Olímpicos   |
| Año                | Lugar                       | Medalla           | Prueba             |
| ------------------ | --------------------------- | ----------------- | ------------------ |
| 1996               | Atlanta (Estados Unidos)    | Medalla de oro    | Espada individual  |
| 1996               | Atlanta (Estados Unidos)    | Medalla de oro    | Espada por equipos |
| 2000               | Sídney (Australia)          | Medalla de bronce | Espada individual  |
| 2004               | Atenas (Grecia)             | Medalla de plata  | Espada individual  |
| 2004               | Atenas (Grecia)             | Medalla de bronce | Espada por equipos |
| Campeonato Mundial |                             |                   |                    |
| Año                | Lugar                       | Medalla           | Prueba             |
| 1995               | La Haya (Países Bajos)      | Medalla de plata  | Espada por equipos |
| 1995               | La Haya (Países Bajos)      | Medalla de bronce | Espada individual  |
| 1997               | Ciudad del Cabo (Sudáfrica) | Medalla de bronce | Espada por equipos |
| 1998               | La Chaux-de-Fonds (Suiza)   | Medalla de oro    | Espada por equipos |
| 1998               | La Chaux-de-Fonds (Suiza)   | Medalla de oro    | Espada individual  |
| 1999               | Seúl (Corea del Sur)        | Medalla de oro    | Espada individual  |
| 2001               | Nimes (Francia)             | Medalla de plata  | Espada individual  |
| 2005               | Leipzig (Alemania)          | Medalla de oro    | Espada por equipos |
| 2005               | Leipzig (Alemania)          | Medalla de bronce | Espada individual  |
| 2006               | Turín (Italia)              | Medalla de plata  | Espada por equipos |
| 2006               | Turín (Italia)              | Medalla de bronce | Espada individual  |
| 2007               | San Petersburgo (Rusia)     | Medalla de oro    | Espada por equipos |
| 2008               | Pekín (China)               | Medalla de oro    | Espada por equipos |
| Campeonato Europeo |                             |                   |                    |
| Año                | Lugar                       | Medalla           | Prueba             |
| 2007               | Gante (Bélgica)             | Medalla de oro    | Espada individual  |
| 2007               | Gante (Bélgica)             | Medalla de bronce | Espada por equipos |
| 2009               | Plovdiv (Bulgaria)          | Medalla de bronce | Espada individual  |
| 2010               | Leipzig (Alemania)          | Medalla de bronce | Espada individual  |
| 2010               | Leipzig (Alemania)          | Medalla de bronce | Espada por equipos |
| 2011               | Sheffield (Reino Unido)     | Medalla de bronce | Espada por equipos |